# Mogens Ellegaard
Mogens Ellegaard, född den 4 mars 1935, död den 28 mars 1995 var en dansk accordeonist och musikpedagog som har haft stort inflytande på utvecklingen av accordeon som instrument.

## Biografi
Mogens Ellegaard började spela dragspel då han var 8 år. Han hade ådragit sig ett brott på skallbasen, efter ett fall från en balkong, och var tvungen att hålla sig i stillhet. Han fick smak för dragspel och började ta lektioner. Läraren och tonsättaren Wilfred Kjær skrev ett originalverk för dragspel och orkester som Ellegaard framförde. För första gången i Danmark spelades dragspel i en symfoniorkester.  
1952 bytte han till accordeon, dvs. dragspel med melodibas, då han hörde David Anzaghi spela accordeon vid tävlingen CIA Coupe Mondiale i Holland. Ellegaard turnerade i både Europa och USA. 1970 blev han docent vid Musikkonservatoriet i Köpenhamn. 
I början av 1960-talet samarbetade han med Lars Holm. 1977 blev han professor vid kungliga musikhögskolan i Köpenhamn. 
Mogens Ellegaard är far till Merete Ellegaard.